# Chengamanad
Chengamanad è una suddivisione dell'India, classificata come census town, di 29.775 abitanti, situata nel distretto di Ernakulam, nello stato federato del Kerala. In base al numero di abitanti la città rientra nella classe III (da 20.000 a 49.999 persone).

## Geografia fisica
La città è situata a 10° 09' 38 N e 76° 21' 44 E.

## Società

### Evoluzione demografica
Al censimento del 2001 la popolazione di Chengamanad assommava a 29.775 persone, delle quali 14.698 maschi e 15.077 femmine. I bambini di età inferiore o uguale ai sei anni assommavano a 3.139, dei quali 1.617 maschi e 1.522 femmine. Infine, coloro che erano in grado di saper almeno leggere e scrivere erano 23.799, dei quali 12.095 maschi e 11.704 femmine.